# 디 아이돌
《디 아이돌》(영어: The Idol)은 HBO에서 2023년 6월부터 7월까지 방영된 미국의 드라마이다. 가수 "위켄드"로 잘 알려진 에이블 테스페이가 기획 및 주연을 맡으며, 샘 레빈슨이 공동 기획 및 연출을 맡는다. 대한민국에서도 걸그룹 블랙핑크의 제니의 출연 사실이 알려지면서 화제가 되었다.